# Чура (Нижегородская область)
 Чура  — деревня в Шарангском районе Нижегородской области в составе  Большеустинского сельсовета .

## География
Расположена на расстоянии примерно 9 км на север от районного центра поселка Шаранга.

## История
Известна с 1891 года как деревня Чура, в 1905 году здесь дворов 72 и жителей 340, в 1926 (починок Чура или Чуринский) 90 и 458 (мари 272), в 1950 90 и 312.

## Население
Постоянное население составляло 111 человек (русские 31%, мари 69%) в 2002 году, 73 в 2010.